# William Edward Murray
William Edward Murray (ur. 16 lutego 1920 w Sydney, zm. 21 kwietnia 2013 w Sydney) – australijski duchowny rzymskokatolicki, w latach 1975-1996 biskup diecezjalny Wollongong. 

## Życiorys
Święcenia kapłańskie przyjął 21 lipca 1945 w swojej rodzinnej archidiecezji Sydney, udzielił ich mu abp Norman Thomas Gilroy, późniejszy kardynał. 5 czerwca 1975 papież Paweł VI mianował go biskupem Wollongong. Sakry udzielił mu 21 lipca 1975, w trzydziestą rocznicę święceń, kardynał James Darcy Freeman. W lutym 1995 bp Murray osiągnął biskupi wiek emerytalny (75 lat), jednak papież Jan Paweł II przedłużył jego posługę do dnia 12 kwietnia 1996. Od tego czasu pozostawał biskupem seniorem diecezji. 